# Rostocker Liederbuch
Das Rostocker Liederbuch ist eine Sammlung spätmittelalterlicher Lieder in deutscher und lateinischer Sprache. Das für den norddeutschen Raum einzigartige Liederbuch enthält verschiedenartige geistliche und weltliche Lieder und Texte unterschiedlicher Genres und verzeichnet zudem zum Teil auch dazugehörige Melodien.

## Geschichte
Entdeckt hat dieses Zeugnis niederdeutscher Musikkultur der Bibliothekar der Rostocker Universitätsbibliothek, Bruno Claußen, der bei einer systematischen Aufarbeitung der Bestände der Universitätsbibliothek 1914 ein einzelnes Blatt der Handschrift aus dem Einband eines Buches herausragen sah, das zur Bibliothek des Herzogs Johann Albrecht gehörte und 1568 neu eingebunden worden war. Angeregt durch die spektakuläre Entdeckung ließ Claußen auch noch andere Bände dieses Bestandes untersuchen und konnte auf diese Weise 44 Blätter des unscheinbaren Liederbuchs zusammentragen. 
Heute befindet sich das 1960 restaurierte Rostocker Liederbuch mit der Signatur Mss. phil. 100/2 in der Universitätsbibliothek Rostock.
Entstanden ist das nur etwa 12 × 9 cm große Liederbuch im späten 15. Jahrhundert, vermutlich im Umkreis der Rostocker Universität. Einige Inhalte einzelner Lieder legen jedoch nahe, dass ein Teil des Liedguts sich auch auf geschichtliche Ereignisse außerhalb des Stadtkreises von Rostock bezieht. Es ist anzunehmen, dass das Rostocker Liederbuch im letzten Viertel des 15. Jahrhunderts vom anonymen Hauptschreiber der Papier-Gebrauchshandschrift angelegt und gegen Ende des Jahrhunderts durch weitere Einträge erweitert wurde.

## Aufbau des Liederbuchs
Einen einheitlichen Aufbau zeigt das Rostocker Liederbuch nicht, aber es kristallisieren sich immer wieder kleinere Gruppen mit Liedern heraus, die einen vergleichbaren Inhalt oder eine einheitliche Melodie aufweisen. Außerdem stehen die lateinischen bzw. lateinisch-deutschen Lieder oft in unmittelbarer Nachbarschaft zueinander.

### Anzahl der Texte
Das Rostocker Liederbuch enthält insgesamt 51 Lieder. Der überwiegende Teil der Lieder ist deutschsprachig (hochdeutsch sowie niederdeutsch), aber es finden sich auch fünf lateinische und zwei lateinisch-deutsche Mischtexte. Dazu sind 30 Melodien (u. a. zwei zweistimmige Sätze) erhalten. Zudem gibt es 14 nicht-sangliche Stücke.
Vom Sprachstand her und von der Überlieferungslage lassen sich die Texte damit in drei Hauptgruppen unterteilen:
- Texte aus hochdeutschen Traditionen (z. T. mit hochdeutschen Sprachmerkmalen, mit Parallelüberlieferung aus dem hochdeutschen Sprachraum)
- Rein niederdeutsche Texte
- Lateinische Texte

### Art der Texte
- Moraldidaktische Lieder
- historisch-politische Lieder
- Geistliche Lieder
- Liebeslieder (Liebeslyrik, Minnesang), wie Werbelieder, Sehnsuchtsklagen, Liebesbeteuerungen, Minnelehren oder Abschiedsklage, Pastourellenartiges/Tagelieder (darunter eine Parallelüberlieferung Oswalds von Wolkenstein Kl 101), aber auch Tanzlieder/Rundgesänge
- Ironisierungen und Brechungen der klassischen Genres wie Schwanklieder
- Sauflieder
- Witz- und Necklieder

### Ausgaben
- Bruno Claußen (Hrsg.): Rostocker Niederdeutsches Liederbuch vom Jahre 1478. Mit einer Auswahl der Melodien bearbeitet von Albert Thierfelder. Rostock 1919.
- Friedrich Ranke, Joseph M. Müller-Blattau (Hrsg.): Das Rostocker Liederbuch. Niederdeutsche Handschrift des 15. Jahrhunderts aus dem Bestand der Universitätsbibliothek Rostock. Kassel 1987.
- Rostocker Liederbuch. Faksimile der Handschrift Mss. philol. 100/2 der Universitätsbibliothek Rostock. Mit einem Nachwort von Karl-Heinz Jügelt, Rostock 1989.

### Sekundärliteratur
- Arne Holtorf: 'Rostocker Liederbuch'. In: Kurt Ruh, Burghart Wachinger (Hrsg.): Die deutsche Literatur des Mittelalters. Verfasserlexikon. Band 8. Berlin, New York 1992.
- Diana Wolter: Zur Gruppe der erotischen Schwanklieder im Rostocker Liederbuch. In: Jahrbuch der Oswald-von-Wolkenstein-Gesellschaft 10 (1998), S. 419–431.
- Kurt Heydeck: Die mittelalterlichen Handschriften der Universitätsbibliothek Rostock. Beschrieben von Kurt Heydeck. (= Kataloge der Universitätsbibliothek Rostock. 1), Wiesbaden 2001, Seite 128–132.
- Hartmut Möller: Das „Rostocker Liederbuch“. Aktuelle Perspektiven der Forschung. In: Ekkehard Ochs (Hrsg.): Studien zur lokalen und territorialen Musikgeschichte Mecklenburgs und Pommerns. Greifswald. 2. 2002, Seite 107–111.
- Doreen Brandt: „Nuwe mere“ und „nige mere“. Untersuchung zur hochdeutsch-niederdeutschen Sprachmischung im „Rostocker Liederbuch“. In: Jahrbuch des Vereins für Niederdeutsche Sprachforschung 137 (2014), S. 59–79.
- Franz-Josef Holznagel: Apenbar sus lere! Weltliche Didaxe im Rostocker Liederbuch. In: Henrike Lähnemann, Nicola McLelland und Nine Miedema (Hrsg.): Lehren, Lernen und Bilden in der deutschen Literatur des Mittelalters (= XXIII. Anglo-German Colloquium). Narr Francke Attempto, Tübingen 2017, S. 233–253.
- Hartmut Möller: „Simple Polyphony“ im Rostocker Liederbuch. In: Martin Kirnbauer (Hrsg.): Beredte Musik. Konversationen zum 80. Geburtstag von Wulf Arlt. Schwabe Verlag, Basel 2019, S. 283–289.